# Wallace Souza
Francisco Wallace Cavalcante de Souza (Manaus, 12 de agosto de 1958 – São Paulo, 27 de julho de 2010), mais conhecido como Wallace Souza, foi um político e apresentador de televisão, acusado de comandar o crime organizado no estado do Amazonas, ao assassinar traficantes e viciados de drogas na Grande Manaus para exibir os casos no programa Canal Livre, apresentado por ele e exibido inicialmente pela então TV Rio Negro (atual TV Bandeirantes Amazonas).
Sofrendo de ascite, foi internado em estado grave na UTI do Hospital Bandeirantes, São Paulo, vindo a morrer em julho de 2010 em decorrência de uma parada cardíaca.

## Biografia
Nascido no estado do Amazonas, teve outros irmãos, Marlucia, Ulisses (também falecido) Carlos Souza e Fausto Souza.
Ingressou na TV com o Canal Livre na TV Rio Negro (hoje TV Bandeirantes Amazonas) em 1996. Ao lado dos irmãos, comandava o programa com casos policiais, mostrando assassinatos, sequestros e operações de repreensão ao tráfico.
Wallace Souza iniciou na política em 1996, como candidato a vereador de Manaus, obteve 898 votos e não foi eleito.
Em 1998 se candidatou a deputado estadual no estado do Amazonas e obteve 51.181 votos pelo PL.

### Associação criminal
Em 2008, o ex-policial militar Moacir Jorge Pereira da Costa, conhecido como "Moa", denunciou que Wallace Souza e seu filho, Raphael Souza, comandavam quadrilha de esquadrão da morte e crime organizado no Amazonas. Em depoimento à polícia, diz que ao menos um assassinato foi cometido de acordo com determinação do deputado e gravado pela equipe de seu programa.
No dia 22 de abril de 2009, a Polícia Civil, que investigava desde 2008 as suspeitas de associação ao tráfico e até assassinato de traficantes adversários para exibição no programa de TV, entra na casa do parlamentar e apreenderam grande quantidade de dinheiro e ouro, além de munição.
O filho, Raphael Souza, assumiu ser dono do material e recebeu voz de prisão. A operação foi muito tumultuada, pois Wallace e os irmãos Carlos e Fausto Souza, ao chegarem ao local, tentaram impedir a ação da polícia.
Wallace Souza era investigado pelos crimes de formação de quadrilha, tráfico de drogas, ameaça a testemunhas e porte ilegal de armas. O trio dos irmãos foi logo acusado de associação ao tráfico, mandar matar traficantes adversários apenas para mostrar no programa de TV para aumentar a audiência e liderarem o crime organizado no Amazonas.
Em julho, por determinação do Tribunal de Justiça do Amazonas (TJ-AM), Wallace Souza seria investigado por formação de quadrilha, associação ao tráfico de drogas, porte ilegal de armas e determinar a execução de crimes para que fossem exibidos no programa Canal Livre.
Em 2 de agosto, o programa Fantástico, da Rede Globo, através da reportagem feita da afiliada TV Amazonas, mostrou as graves denúncias (comparando ao "Caso Motosserra" do político no Acre Hildebrando Pascoal), com o nome do "Caso Wallace", tornando o caso conhecido mundialmente.

### Cassação
No dia 1º de outubro de 2009, a Assembleia Legislativa do Amazonas (ALE-AM) iniciou a sessão de cassação do mandato de Wallace Souza. Vestido de branco e com uma Bíblia nas mãos, Wallace chorou em plena ALE, recebendo o apoio apenas do deputado Wilson Lisboa, presidente da sessão.
Mesmo assim, deputados da ALE-AM cassaram o mandato de Souza, por quebra de decoro parlamentar. Em votação secreta, 16 deputados votaram a favor da perda de mandato. O placar marcou quatro votos contra e três abstenções.
Após o resultado da cassação, Wallace Souza passou mal e foi levado em uma maca a uma audiência na ALE-AM.

### Prisão
Sem foro por prerrogativa de função, por ter o mandato cassado, Wallace teve a prisão preventiva decretada no dia 5 de outubro, por associação ao tráfico. Agentes da Polícia Civil e Federal procuraram o ex-parlamentar por toda cidade de Manaus, chegando a armar barreiras nos portos e aeroportos da capital. Após quatro dias foragido, Wallace se entregou à polícia, em 9 de outubro.
Mesmo sem ter curso superior, Wallace foi levado para uma cela especial no 1º Batalhão da Polícia de Choque, localizado no km 17 da AM 010. A polícia temia pela segurança do acusado.

### Outras prisões
Após a cassação de Wallace Souza surgiu o caso de Vanessa Lima, ex-produtora do programa Canal Livre. Ela foi denunciada por Patrícia Almeida, irmã do traficante "Franquezinho do 40", preso no Mato Grosso do Sul, por manter associação com o tráfico de drogas no Amazonas.
Em 11 de novembro de 2009, Vanessa foi ouvida por três horas na sede da Secretaria de Segurança Pública (SSP) do Amazonas. No depoimento, a ex-produtora nega que tenha telefonado para Patrícia e diz que recebeu ligação da irmã do traficante após a prisão de Raphael Souza, filho do ex-deputado, condenado a 11 anos de prisão por associação ao tráfico.
No mesmo dia, o Ministério Público do Amazonas decretou pedido de prisão preventiva de Vanessa Lima, que foi indiciada por associação ao tráfico de drogas no estado. Foi presa na tarde de 10 de dezembro, também sob acusação de associação para tráfico de drogas.

### Internações
Após a cassação, a saúde do ex-deputado piorou desde então.
A primeira internação foi no dia 2 de novembro de 2009. Ele deixou a prisão e foi encaminhado à Beneficente Portuguesa, Centro de Manaus. Com dores no abdômen e no tórax, Wallace ficou internado por três meses e meio, quando recebeu alta no dia 16 de fevereiro de 2010 e voltou para casa, para cumprir prisão em regime domiciliar.
No dia 18 de março de 2010, com doença crônica no fígado, foi transferido para o Hospital Bandeirantes, em São Paulo.
No dia 11 de junho, o quadro clínico de Souza piorou, devido a complicações nos rins e nos pulmões. Wallace deu entrada na Unidade de Tratamento Intensivo, chegando a ficar sob coma induzido e respirando por aparelhos.
Durante todo esse período ele ficou sob guarda de agentes da Polícia Federal. A família de Wallace tentou retirar a escolta policial e até transferi-lo para tratamento em Miami, nos Estados Unidos, mas a Justiça negou os pedidos.

### Novas denúncias
Paralelo a isso, no dia 11 de maio de 2010, a produtora e repórter do Canal Livre, Gisele Vaz, afirmou em depoimento prestado na 2ª Vara Especializada em Crimes de Uso e Tráfico de Entorpecente (2ª Vecute), que participou de pelo menos uma das reuniões em que Wallace Souza tramava, junto a mais três pessoas, o assassinato da juíza federal Jaiza Fraxe.
No dia 7 de julho, o juiz responsável pela investigação do "Caso Wallace", Mauro Antony, declarou que o processo está perto de chegar ao fim. Até aquela data, foram ouvidas 12 réus e testemunhas de defesa. Mauro Antony esperava encerrar o caso em dezembro daquele ano.

### Morte
Wallace Souza morreu às 16 horas do dia 27 de julho de 2010 após sofrer uma parada cardíaca.
O hospital divulgou nota oficial:
O ex-deputado estadual do Partido Progressista (PP-AM), Francisco Wallace Cavalcante de Souza, 51 anos, internado no Hospital Bandeirantes, em São Paulo desde o dia 18 de março de 2010, faleceu às 16h desta terça-feira (27/7), em decorrência de uma parada cardíaca. O paciente sofria de uma ascite refratária decorrente da Síndrome de Budd Chiari. Os médicos que acompanharam o paciente foram coordenados pelo diretor-clínico Dr. Mário Lúcio Alves Baptista Filho.— Hospital Bandeirantes
Wallace Souza era casado e deixou três filhos.

## Na mídia
A 8 de Outubro de 2016, com o título "Larger than death", a história do apresentador de TV que encomendava assassinatos para aumentar suas audiências fez parte do segundo episódio da segunda temporada do seriado televisivo Americano "True Nightmares", apresentado por Todd Robbins. Em 27 de agosto de 2018, o canal Space lançou a série Pacto de Sangue, ficção que se assemelha ao caso que envolve o apresentador ao retratar um jornalista que provoca crimes em busca de audiência para seu programa de televisão. Wallace Souza e o programa Canal Livre também foram retratados no documentário Bandidos na TV, lançado mundialmente em 31 de maio de 2019 pelo serviço de vídeo sob demanda Netflix, que resume o escândalo criminoso no qual o apresentador esteve envolvido e o processo de cassação do seu mandato como parlamentar. A série traz depoimentos tanto dos membros da força-tarefa responsável pela investigação, quanto dos familiares e até mesmo o próprio Wallace Souza.  Muitas dúvidas são levantadas e no final não é possível definir se o caso tratou-se realmente de crime ou foi uma armação política.